# Tapanui
Tapanui ist ein Dorf im Clutha District der Region Otago auf der Südinsel von Neuseeland.

## Geographie
Das Dorf befindet sich rund 30 km nordöstlich von Gore und rund 49 km nordwestlich von Balclutha am Fuße der östlich liegenden Blue Mountains, deren höchste Erhebung der rund 12 km nordöstlich von Tapanui liegenden und 1019 m hohe Tapanui Hill ist. Gut 2,5 km westlich des Dorfes zieht der Pomahaka River seine Mäanderbahn nach Süden. Rund 1 km westlich führt der New Zealand State Highway 90 an dem Dorf vorbei und bekommt rund 24 km nordöstlich über Raes Junction Anschluss an den New Zealand State Highway 8. Nach Süden hat das Dorf über das rund 18 km entfernt liegende Waipahi Anschluss an den New Zealand State Highway 1.

## Geschichte
Die Gegend um Tapanui entwickelte sich um 1858 zu einem Zentrum des Holzeinschlags mit einigen Sägewerken. Nachdem man die Wälder abgeholzt hatte, legte man unter staatlicher Mithilfe Baumschulen an und begann mit der Wiederaufforstung. Mit der Planung für den Ort begann man im Jahr 1868 und 1876 wurde der Ort nach damaligen Maßstäben zur Stadt hochgestuft.
Für fast 100 Jahre war der Ort durch den Tapanui Branch, einen Abzweig der Main South Line, an das neuseeländische Eisenbahnnetz angeschlossen. Trotz seines Namens endete der Abzweig nicht in Tapanui, sondern reichte ab dem 1. Dezember 1880 nur bis Kelso und ab dem 1. April 1884 bis Heriot. Die Linie wurde infolge von Schäden durch schwere Fluten, verursacht durch den Pomahaka River im Oktober 1978 aufgegeben.

## Bevölkerung
Zum Zensus des Jahres 2013 zählte der Ort 726 Einwohner, 2,8 % weniger als zur Volkszählung im Jahr 2006.

## Wirtschaft
Das Dorf lebt primär von der Land- und Forstwirtschaft, wobei die Schafzucht eine weitere Einkommensquelle darstellt.

## Sehenswürdigkeiten
Zwischen Tapanui und Pukerau befindet sich der Landslip Hill. Er ist als Fossilienfundort in Neuseeland bekannt, Fundstücke sind im Otago Museum in Dunedin zu besichtigen.

## Ereignisse
In Neuseeland wird Tapanui mit dem Chronischen Fatigue-Syndrom verbunden, das anfangs als „Tapanui flu“ (Tapanui-Grippe) bekannt wurde. Der Arzt Peter Snow, der den Anstieg dieser Erkrankung in Neuseeland erstmals dokumentierte, lebte seinerzeit in Tapanui.

## Tapanui als Filmkulisse
Tapanui diente im April 2015 als Drehort für eine Neuverfilmung von Elliot, das Schmunzelmonster mit Robert Redford in einer Hauptrolle. Der Film ist im Jahr 2016 unter dem Titel Elliot, der Drache erschienen.